# 韓国自生植物園
韓国自生植物園（かんこくじせいしょくぶつえん、한국자생식물원）は、大韓民国江原特別自治道平昌郡五台山の五台山国立公園内に位置する植物園。1999年6月の開園から金昌烈(キム・チャンリョル)園長によって運営され、2002年1月に韓国山林庁に指定第一号という初の私設植物園認定を受け、2004年から韓国の環境部（環境省）指定の生息地外保全機関に指定されている。

## 概要
五台山国立公園内にあり、韓国固有の植物を集めた植物園。ユン・ソクホ監督によるテレビドラマ、四季シリーズの第3作目「夏の香り」の舞台となったことでも知られる。
1999年開園。約3万坪の散策路に約500種の自生植物と約70種の希少植物、絶滅危惧植物などが展示。2002年には山林庁から私立植物園第1号の認定を受けるも、類似した施設が建ち始めたことにより経営難に陥る。2011年には火災に遭い閉園を余儀なくされていたが、2020年6月にリニューアルオープン。しかし後述する問題を引き起こした。
2021年7月、後述の両像を除いて韓国政府に寄贈されたことが分かった。今後、山林庁の傘下組織が国営植物園として運営する予定となっている。

## 安倍首相土下座像問題
2020年7月26日、反日小説『アリラン』で有名な作家・趙廷来が『永遠の贖罪』(영원한 속죄（韓:永遠の贖罪）, A heartfelt apology（英:心からの謝罪）) という英語名と朝鮮語名の異なる題を名付けた「慰安婦像の前で土下座をしている安倍晋三首相」と造形物を植物園の園長が「罪の対象を確実に具現化する必要があり、像のターゲットには安倍を象徴して造成した」「日本人に対する一般的な韓国人の考えを表現してみようとした」と製造・公開理由述べた上で一般公開することを韓国メディアに明かした。植物園側のプレスリリースにも、像の別名は「謝罪する安倍像」だと記載しており、プレリリースに載っている像写真のキャプションには、「少女に跪いて謝罪する安倍」と書かれていた。韓国メディアは園長の説明を受けて、26日に「謝罪する安倍像」「安倍謝罪像」「ひざまずいた安倍像」と報じた。韓国メディアの当該報道記事を受けて、韓国国内では「慰安婦像にひざまずいた安倍の姿グッド～～壊されないように管理をちゃんとしなければいけなさそうだ」「これは（ソウル市）鍾路の日本大使館前の慰安婦像のところにも設置しなければならないような気がする～江原道は遠すぎる」「久しぶりに素晴らしい芸術作品を鑑賞した」と賛意が寄せられた。しかし、設置公表時期が尹美香率いる旧挺体協の不正の一つの慰安婦像ビジネスが韓国国内でも広く知られた後なこともあって、韓国国内の一部では「うんざりだ。慰安婦像。尹美香をまず責めろ。金もうけはやめて」「恥は誰がかくんだ？　既に全国に115体くらい同じものがあるのに」といった批判的な意見も起きていると韓国メディアによって報じられた。報道を受けて、取材を行った日本メディアによって日本国内にも広く知られるところとなり、同年7月28日、当時官房長官の菅義偉は韓国側の姿勢を「国際儀礼上許されない」として強く批判した。園長は26日から日本メディアでも批判的に報じられ、韓国国民の一部からの批判・28日に韓国外交部（外務省）から「一般的に外国の指導者に対しては国際的な礼儀がある」と支持しない声明が出されると言葉を変えて、同年8月10日に除幕式を予定していたが、像の男性は安倍でないと主張しだした上に、反響の大きさに除幕式は中止されることとなったと日本メディアに主張した。韓国のノーカットニュースなど騒動後のいくつかの韓国メディアは、「日本が造形物を安倍晋三首相を模して製作されたものではないかという疑問を提起した」と事実を歪曲した報道を行っている。園長は2020年10月、日本の美術家相田誠との共同展示会を開催することで暫定的に協議していたが、今回の国内外の批判により共同展示会も開催が不透明になったことを明らかにした。news1とのインタビューでは慰安婦像ビジネス嫌悪している一部の韓国人たちから批判を受けていることに対して、「尹美香たちのように、お金を稼いで食べていくために銅像を設置したのではない」と主張している。週間新潮によって、園長が当初の韓国メディアに造形物の男性は「安倍首相」と取材に答えていたが、騒動を受けて取材に来た日本メディアの共同通信には「安倍首相を特定したのではなく、謝罪の立場にあるすべての（日本人）男性たちを象徴したもの。」などと別の言葉を述べたことなどから、制作依頼を受けた作家も一般公開計画した園長も騒動後の日本メディアと騒動前・騒動後の韓国メディアへの回答が異なることを指摘されている。

### 除幕式中止後
撤去を求める抗議活動がなされたものの像は撤去はされておらず、首相の象徴を愚弄する者もいる。
- 慰安婦への謝罪像の撤去求め抗議　韓国市民団体 2020.8.3 産経新聞電子版
- 아베 사죄상?…'누군지 상관없이 일본은 반성하라!' (安倍の謝罪？...「誰なのかに関係なく、日本は反省せよ！」) 2020-07-30 THE FACT
- '일본은 반성하라!'…영원한 속죄 동상 찾은 관람객들 (「日本は反省せよ！」...永遠の贖罪像を訪れた観覧客たち) 2020-07-30 THE FACT